# 副立行司
副立行司（ふくたてぎょうじ）とは、行司の階級で立行司と三役格行司の間に設けられていた階級である。創設は戦後の1951年 (昭和26年) 初場所後で、廃止は1959年 (昭和34年) 九州場所後であった。

## 概説
1951年に創設されたがその経緯ははっきりしない。式守伊之助と同様に菊綴・房は紫白で、短刀・印籠・足袋・草履を着用する。待遇面では、給与等は立行司に準ずる取り扱いで、番付も立行司と同列に書かれていたが、(1955年 (昭和30年) 初場所の番付を見る限りでは) その字の大きさは立行司よりもやや小さい。また、本場所の取組は2番裁いていた (当時の庄之助・伊之助は1番のみ、現在は庄之助は1番のみで、伊之助は2番裁く) 。
副立行司経験者は以下の通りである。
- 木村玉之助 (13代)
在位期間：1951年 (昭和26年) 夏場所～1959年 (昭和34年) 九州場所 (定年退職)
なお、この名跡は相撲協会の東西合併時には立行司名で、13代玉之助も1940年 (昭和15年) 夏場所昇格後は立行司であったが、副立行司制度導入時に副立行司に格下げされた。
- 木村庄三郎 (8代)
在位期間：1951年 (昭和26年) 夏場所のみ
1951年 (昭和26年) 秋場所から19代式守伊之助に昇格 ＜ひげの伊之助＞ 。
- 木村正直 (2代)
在位期間：1951年 (昭和26年) 秋場所～1959年 (昭和34年) 九州場所
1960年 (昭和35年) 初場所から23代木村庄之助に昇格 ＜正直庄之助＞ 。